# Deák téri evangélikus templom (Budapest)
A Deák téri evangélikus templom Budapest legrégebbi és legismertebb evangélikus temploma, torony nélküli klasszicista stílusú teremtemplom a budapesti Deák Ferenc téren (az V. kerületben). A legnagyobb budapesti protestáns templom. A csatlakozó épületekkel együtt alkotott tömbben sok más evangélikus intézmény is működik (evangélikus gimnázium, lelkészi hivatal, lelkészlakások, könyvesbolt, múzeum, óvoda) ezért a területet gyakran Insula Lutherana-nak („evangélikus sziget”-nek) nevezik.
A templom homlokzatát négy dór falpillér díszíti, fölöttük triglifdíszes és metopés főpárkány tart sima, háromszögű oromzatot. Az épületet hatalmas, domború bádog tetőszerkezet fedi. A templombelső egyterű, téglalap alaprajzú csarnok, kettős karzattal. Az oltár Pollack Mihály műve, Raffaello Transzfigurációjának (Krisztus Tábor hegyi színeváltozása) művészi átköltése díszíti Lochbihler Ferenctől(de). A szószéket és a vörösmárvány keresztelőmedencét Dunaiszky Lőrinc készítette.

## Története
A templom Pollack Mihály tervei alapján épült 1799-1808-ban. 1809 júliusától 1811 tavaszáig katonai ruharaktár volt. 1811-ben szentelték fel. Kettős karzata 1820-ban készült. A Hentzi-féle ágyúzáskor megrongálódott. Mai, dór falpillérekkel tagolt, timpanonnal lezárt, nemes vonalú főhomlokzatát 1856-ban Hild József építette. 1867-től Benkó Károly irányította a templommal kapcsolatos építkezési feladatok megoldását. A klasszicista tornyocskát 1875-ben statikai okból el kellett távolítani, s ugyanekkor a templom dongamennyezetét megtört síkú kazettamennyezetre cserélték. A második világháborúban és az M2-es metróvonal építésekor is károkat szenvedett. A torony és harang nélküli templom az ezredfordulón egy kis (számítógéppel vezérelt) harangsort kapott, ami naponta többször harangjátékot szólaltat meg. A legutóbbi külső felújításra 2003-ban került sor.
Az 1838. márciusi pesti árvíz alkalmával sokaknak szolgált menedékül. A homlokzaton levő márványtábla szerint Kossuth Lajos itt kereszteltette meg fiait, Ferencet és Lajos Tivadart. Az udvar felőli falon két bronz dombormű Luther Márton 500. és Johann Sebastian Bach 300. születési évfordulójára emlékeztet.
E templom lelkésze volt többek között Ján Kollár, Székács József, Raffay Sándor és Keken András is, valamint püspökként Ordass Lajos.
A templom ma is a Deák téri evangélikus gyülekezet életének központja, minden vasárnap és ünnepnapon több időpontban is van gyülekezeti istentisztelet a templomban.
A templom számos jelentős esemény színhelye volt. Többek között a Bányai és a Déli evangélikus egyházkerület több püspökét és egyházkerületi felügyelőjét is itt iktatták be hivatalába. A Déli evangélikus egyházkerület püspöke egyszersmind a Deák téri gyülekezet lelkésze is. Az evangélikusok az ország templomának tekintik, a Magyarországi Evangélikus Egyház sok központi eseménye is itt zajlik le. Itt kerül megrendezésre 1985 óta a Deák téri Orgonazenés Áhítat sorozat, és 1990 óta minden év júniusában a Budapesti Bach-hét. A templom az udvar felől mozgássérültek számára is megközelíthető.

## A templom orgonája

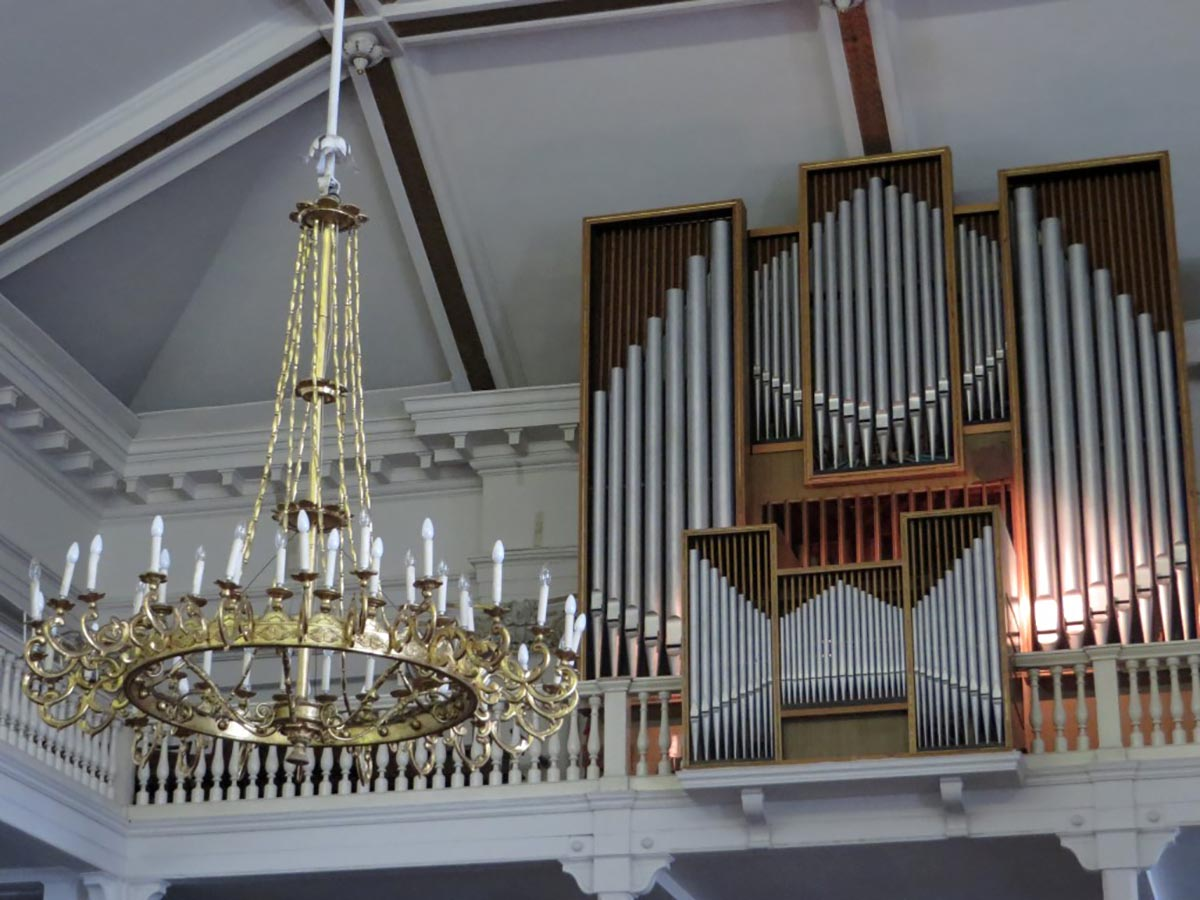
A Deáktéri evangélius templom orgonája

A Deák téri evangélikus templomban először Herodek József, pesti orgonaépítő épített egy 14 regiszteres orgonát 1811-ben, mely 1848-ban tönkrement. 1901-ben az Angster gyár épített egy 2 manuálos, 24 regiszteres, pneumatikus, tasniládás hangszert Op. 370. számmal, melyet később Zalánfy többször is átalakított, „barokkosított”.
Trajtler Gábor 1959 szeptembere óta szolgált a Deák téri templomban, és az orgona átalakításának gondolata ettől kezdve folyamatosan foglalkoztatta. Az 1963-as kelet-németországi tanulmányútról kész tervvel érkezett haza, a tényleges előkészületek azonban csak 1967 tavaszán kezdődhettek el, ekkor rendelte meg a gyülekezet presbitériuma az új, hárommanuálos, 44 regiszteres orgonát. A munkát az FMKV Orgonaüzeme kapta meg, a diszpozíciót Gergely Ferenc és Pécsi Sebestyén állította össze.
A Deák téri orgonát 1971 szeptemberében avatták egyértelmű sikerrel, utat nyitva a neobarokk eszméknek a hazai orgonaéletben. Húsz évig ez volt a legnagyobb mechanikus, csúszkaládás orgona Magyarországon.

### A diszpozíció
| Pedal (C-g1) | I. Rückpositiv (C–a3) | II. Hauptwerk (C–a3) | III. Brustwerk (C–a3) |
| --- | --- | --- | --- |
| 1 Untersatz 32' 2 Principalbass 16' 3 Subbass 16' 4 Oktavbass 8' 5 Gemshorn 8' 6 Choralbass 4' 7 Nachthorn 2' 8 Hintersatz 5 9 Pedalmixtur 6× 10 Posaune 16' 11 Trompete 8' 12 Clarine 4' 13 Singend Kornett 2' | 18 Holzgedackt 8' 19 Quintadena 8' 20 Praestant 4' 21 Rohrflöte 4' 22 Sesquialter 2 2/3' 23 Oktav 2' 24 Blockflöte 2' 25 Quint 1 1/3' 26 Scharf 4× 27 Rohrschalmei 8' | 30 Gedacktpommer 16' 31 Principal 8' 32 Koppelflöte 8' 33 Oktav 4' 34 Flöte 4' 35 Rauschquint 2 2/3' 36 Nachthorn 2' 37 Terzflöte 1 3/5' 38 Mixtur 4–6× 39 Akuta 3× 40 Trompete 8' | 43 Rohrgedackt 8' 44 Waldhorn 4' 45 Singendgedackt 4' 46 Nasat 2 2/3' 47 Principal 2' 48 Sifflöte 1' 49 Aliquot 1‒3× 50 Zimbel 3× 51 Dulcianregal 16' 52 Doppelkegelregal 8' |
| 14 Tremulant 15 P + I. 16 P + II. 17 P + III. | 28. Tremulant 29. I. + III. | 41. II. + I. 42. II. + III. | 53. Tremulant |

Csúszkaláda, mechanikus traktúra, mechanikus kopulák, elektropneumatikus regiszter traktúra, 3 sor szabad kombináció, egy ebből osztott preparáció is, 1 sor pedál külön kombináció.
Lábpisztonok: Plenum, Tutti, Forte, 6 normál kopula (P+I., P+II., P+III., I+III., II.+I., II.+III.) Ped. nyelv el, Man. nyelv el, Man. 16' el, Pedálkombináció, A, B, C szabad kombinációk,

## Harangok
A templom homlokzatában harangjáték foglal helyet.
Minden egész órában szólal meg az adott hét Evangélikus főénekét játssza.